# Edificio del Banco de España (Valladolid)
El edificio del Banco de España es un edificio situado en la plaza de España de la ciudad española de Valladolid.

## Descripción
El edificio fue construido entre 1955 y 1958 por el arquitecto Romualdo de Madariaga. Se demolió un conjunto de edificaciones preexistentes de 1879 en un solar de 1028 m², y el nuevo edificio se diseñó en un lenguaje clasicista propio de edificios públicos a los que se pretende dotar de una impronta representativa, con una imagen suavizada gracias a una abstracción que huye del formalismo característico en este tipo de edificios. 
Se configura con una imagen monumental a pesar de la fragmentación de los cuerpos y la reducida escala de los huecos de las plantas superiores, adaptadas al uso de la oficina. Se asume de este modo una doble escala de percepción del edificio, una más próxima y funcional que contrasta con la lejana, en la que destacan el gran zócalo, las cornisas o el pautado ritmo de las fachadas, que enfatizan su condición institucional y sus funciones representativas.
Ubicado en la n.º 15 de la plaza de España, hace esquina con la calle de Miguel Íscar y con la calle de Claudio Moyano.